# Château Mathelin
Pour les articles homonymes, voir Mathelin.
Le château Mathelin ou aussi château de Messancy est ce qu'il reste d'un ancien château appartenant à la famille de Mathelin, situé dans le parc du même nom en Belgique à Messancy, dans la province de Luxembourg.
Il ne reste aujourd'hui que les deux tours extérieures de l'édifice, à la suite d'un incendie survenu en 1979.

## Situation
Le château est situé au centre du village de Messancy, au milieu du parc. Il est bordé par la rivière Messancy ainsi que par la ligne ferroviaire 167.

## Histoire
Les premières traces écrites d'un véritable château (bâtisse de seigneurs), apparaissent en 1377. On sait que plusieurs châteaux furent construits puis réaménagés à cet endroit, bien que la position au fond d'une vallée soit quelque peu inhabituelle. En 1646 les troupes françaises qui envahissent la région de Longwy incendient le bâtiment de l'époque. Il restera en ruines jusqu'en 1792 lorsqu'un certain Arnould-François de Tornaco le rachète et le reconstruit. C'est alors un bâtiment en forme de U, avec une façade d’honneur et deux ailes latérales.
L'édifice sera rapidement abandonné par la famille de Tornaco après la Révolution française en 1789 et devint la propriété de Jean-Joseph de Mathelin, maire de Messancy. Le bâtiment fut encore agrandi en 1912 mais après le décès (1967) de la dernière propriétaire du château, Isabelle de Mathelin, sans enfants, ses neveux et nièces décidèrent de vendre la propriété.
La commune de Messancy décide alors de la racheter et acte cela lors de la séance du conseil communal du 27 mai 1967. Le domaine, outre le château, comprend 37 ha de terres agricoles. Mais la loi ne permettant pas à une commune d’acheter des biens immobiliers pour plus de 10 % de ses voies et moyens, il lui était donc impossible d’acquérir l’ensemble en une fois. La commune acheta alors le domaine d'une valeur estimée à plus ou moins 9 millions de francs belges, en plusieurs fois : 40 % le 26 octobre 1968, 5 % le 18 janvier 1969, 38,75 % le 28 octobre 1969 et 2,5 % le 14 novembre 1969. Les meubles furent, eux, vendus en vente publique.
Le château fut dès lors laissé à l'abandon et un incendie le détruisit presque totalement en début d’après-midi du samedi 19 mai 1979. Malgré l'intervention des pompiers d’Athus et d’Arlon, il ne subsiste que les murs et décision est prise de raser les ruines au début des années 1980. Seules les deux tours externes du bâtiment, épargnées par le feu, seront conservées et sont toujours debout.
Le parc du château fut aménagé en parc communal, officiellement inauguré le 4 juin 1988.

## Galerie de photographies

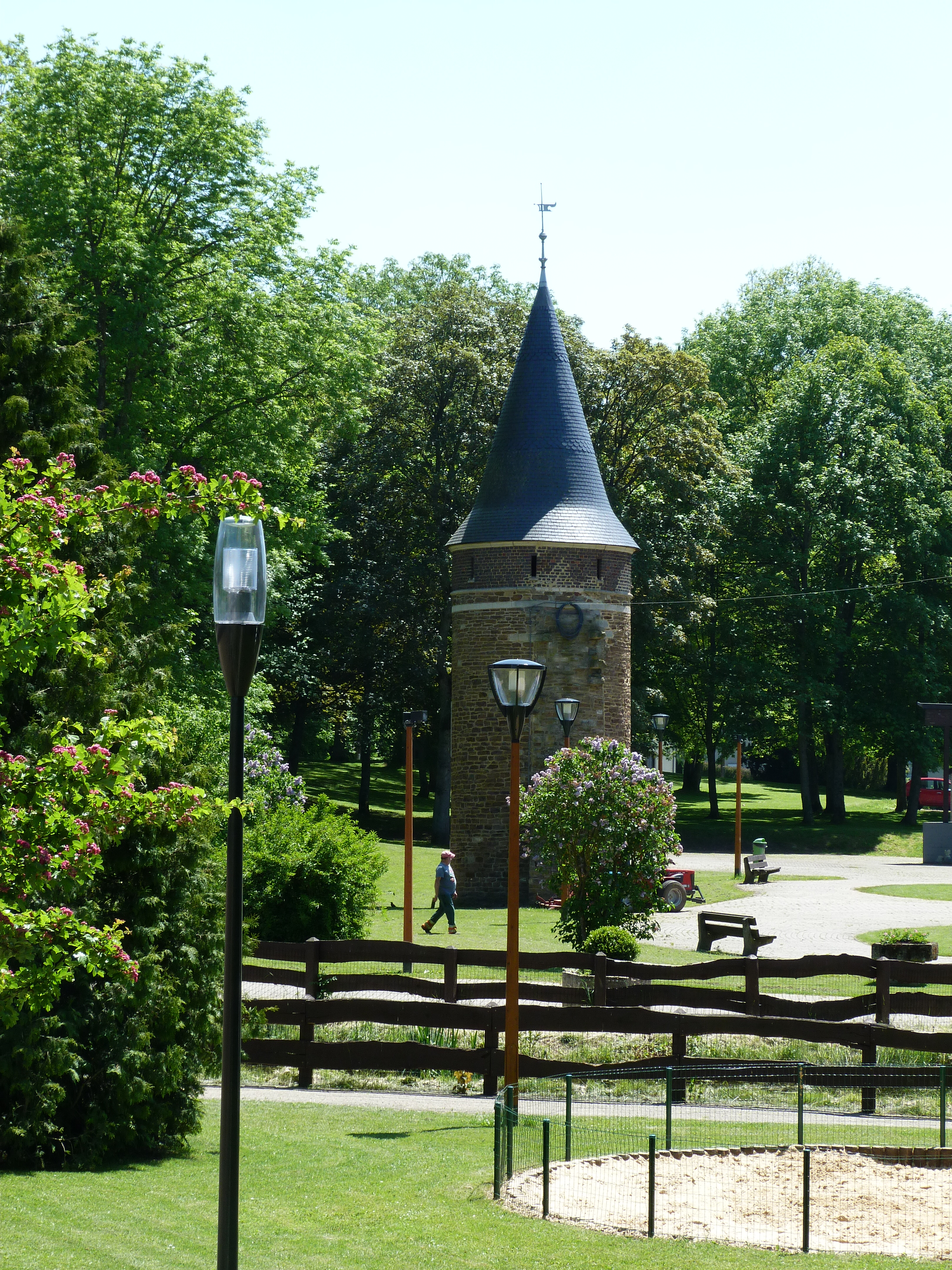
La tour sud du château.
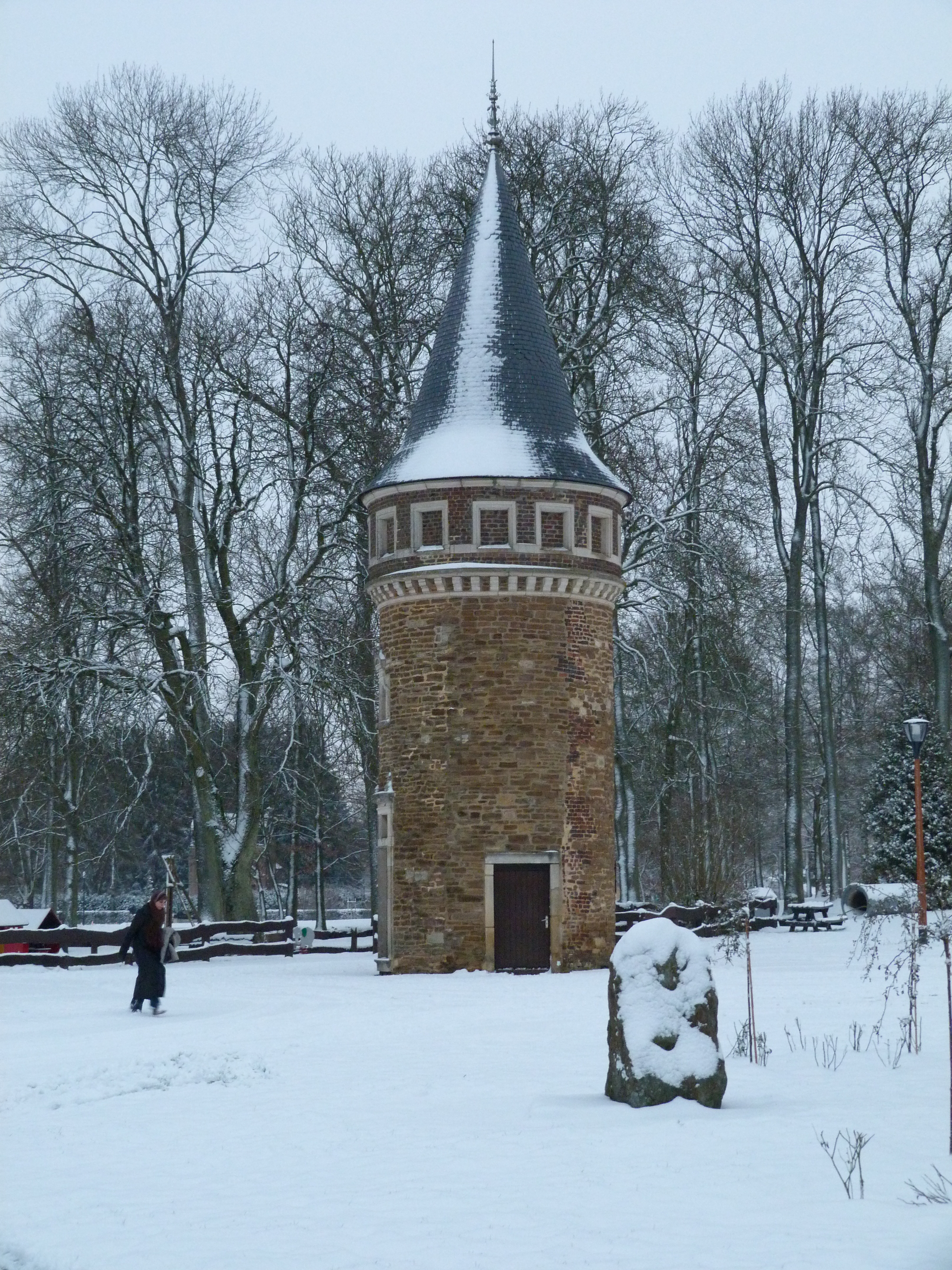
La tour nord, sous la neige.
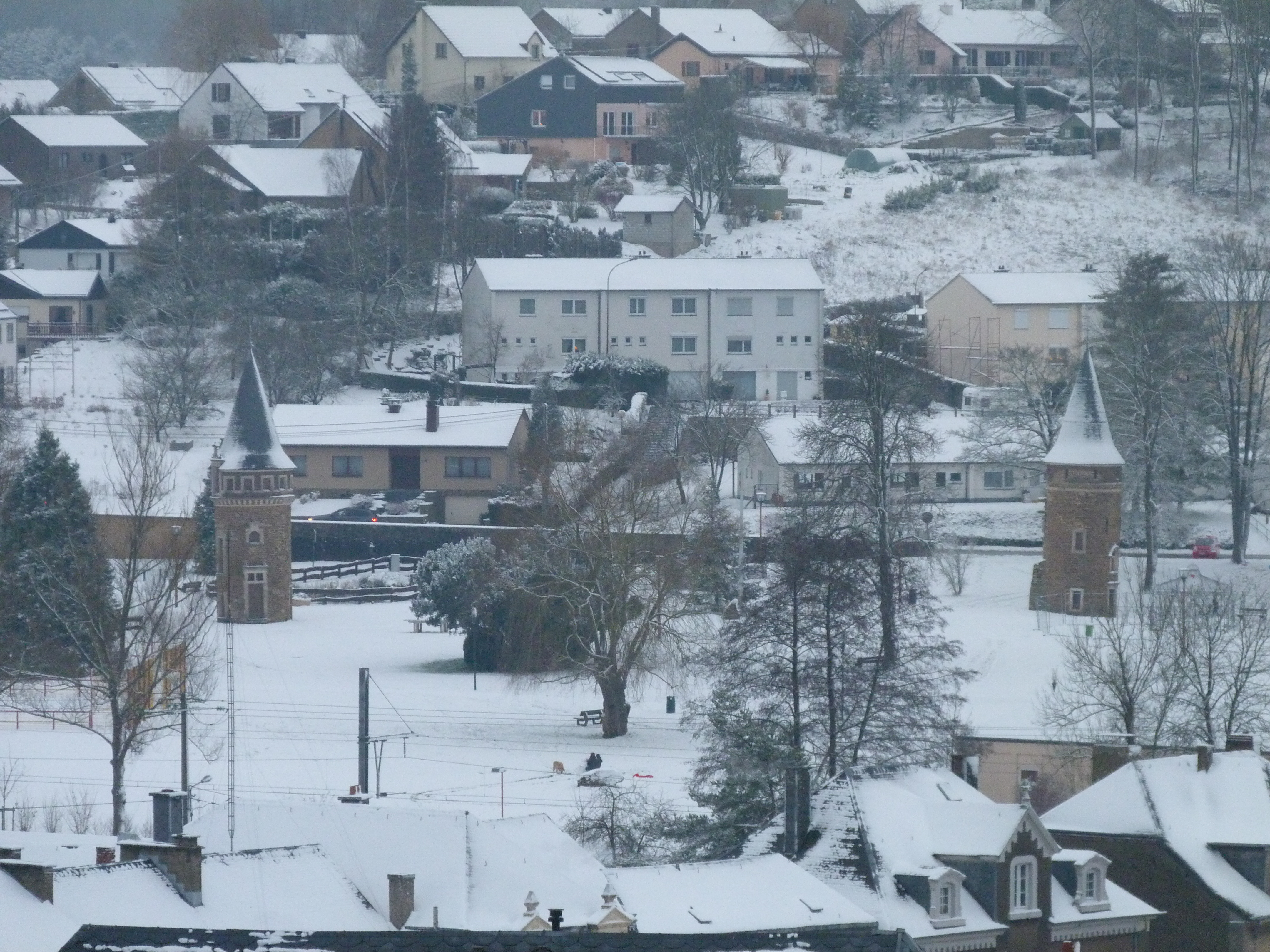
Le site vu depuis l'église de Messancy. On peut imaginer l'étendue du bâtiment au vu de l'espace entre les deux tours.